# 德庆镇 (班戈县)
德庆镇（藏語：བདེ་ཆེན་），是中华人民共和国西藏自治区那曲市班戈县下辖的一个乡镇级行政单位。

## 行政区划
德庆镇下辖以下地区：
那高查社区、亚零村、那色村、加龙村、乡那村、南措村、南美村和保雄村。